# Scolopax rusticola
La beccaccia (Scolopax rusticola Linnaeus, 1758) è un uccello dell'ordine dei caradriformi, famiglia degli scolopacidi.

## Sistematica
Scolopax rusticola non ha sottospecie, è monotipica.

## Aspetti morfologici
È caratterizzata da un becco a punta di 6–8 cm e un peso di 230-380 g; ha una colorazione mimetica che ben si adatta all'ambiente che frequenta, quindi colore marrone variamente barrato di nero e bianco giallastro.
La beccaccia non è caratterizzata da un dimorfismo sessuale certo, ma in genere il maschio è meno massiccio e ha i colori lievemente più accesi della femmina.

## Distribuzione e habitat
L'areale della beccaccia comprende quasi interamente l'ecozona paleartica. Dall'Europa fino alle isole atlantiche (Azzorre, Canarie) e le isole britanniche, l'Asia fino alla Cina, Mongolia, e Tibet. In Italia si trova nel periodo dello svernamento, tra ottobre e marzo, nei boschi, meglio se misti a caducifoglie, con prevalenza di betulle, carpini, frassini, querce, robinie, castagni, ontani, larici e faggi, ma anche abeti, e pini, in primavera nidifica in un'ampia fascia di territorio che comprende il nord Europa e l'Asia centrale. Solo eccezionalmente nidifica sulle Alpi e ancor più raramente sugli Appennini.

## Cibo e alimentazione

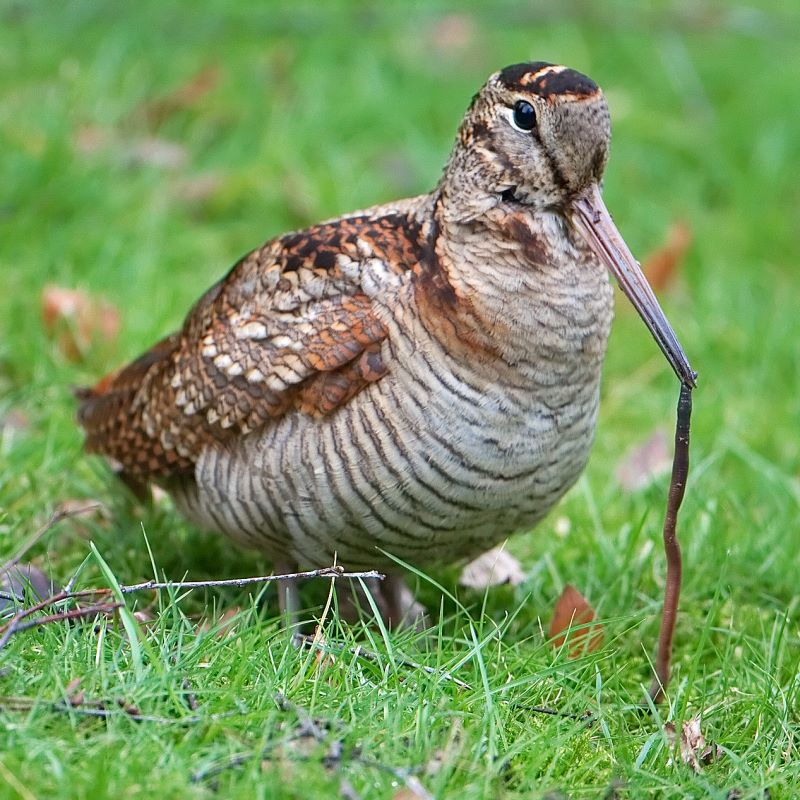
Beccaccia con un lombrico nel becco

Uccello insettivoro, si nutre essenzialmente di  vermi e larve. Il cibo viene cercato con la sensibilità del becco direttamente nel sottosuolo del bosco o dentro i tronchi degli alberi.

## Riproduzione

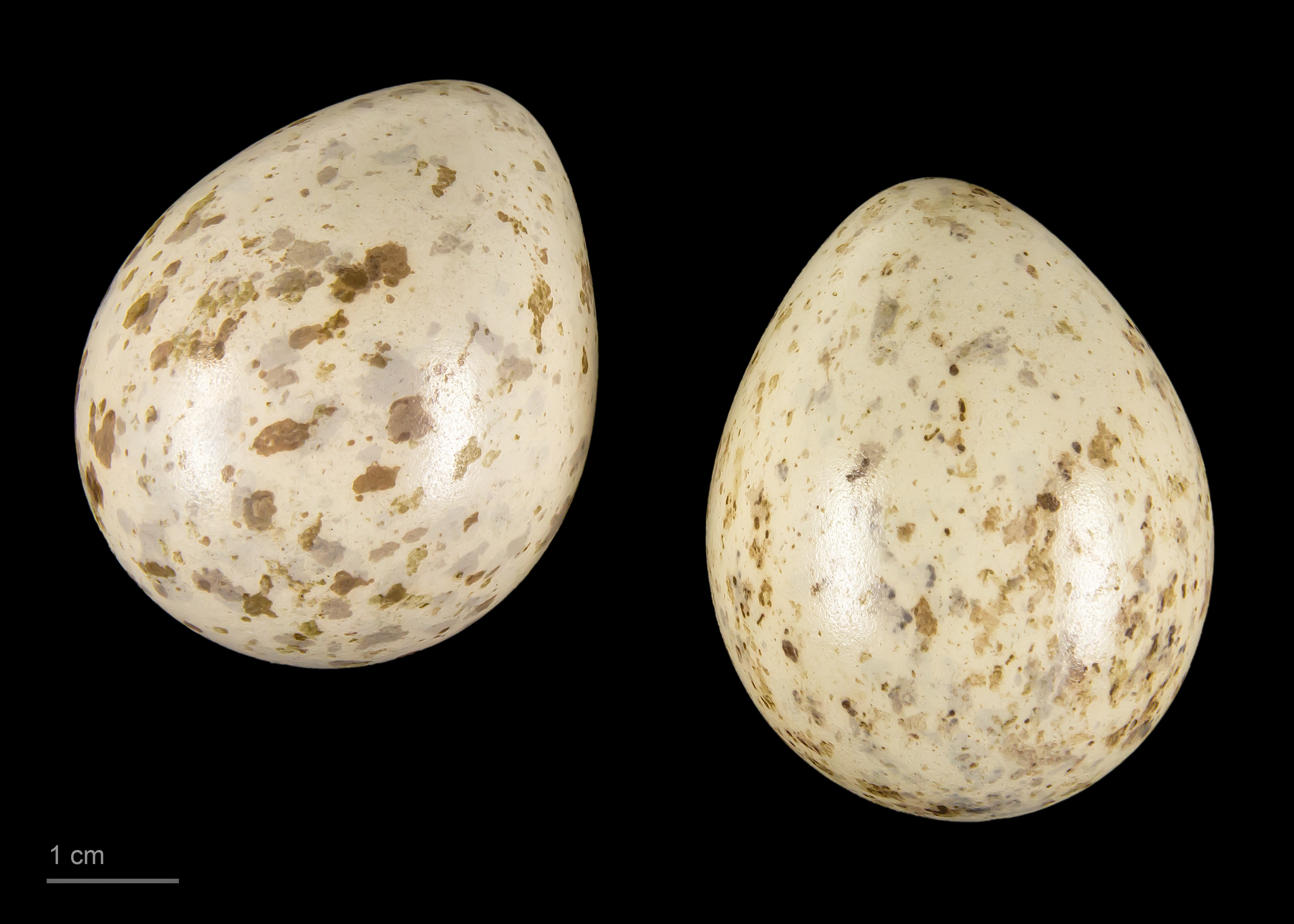
Scolopax rusticola rusticola

Il nido della beccaccia è abbastanza semplice, costruito per terra in depressioni del terreno e imbottito di tutto ciò che si trova intorno: foglie secche, rametti, fili d'erba. In questo la femmina deposita in media quattro uova, che schiudono dopo tre settimane di incubazione.

## Relazioni con l'uomo
Una delle ricette più comuni è il crostino preparato con il ragù di questo uccello.
Nelle piume dell'ala della beccaccia esiste una particolare penna detta "penna del pittore", che appunto serve ai pittori per le rifiniture di precisione sulle tele. Di pochi millimetri di lunghezza, non ha particolari funzioni aerodinamiche di sostentamento, ma completa l'assortimento delle penne dell'ala con cui la beccaccia riesce a effettuare brusche virate tra i rami e gli alberi del bosco dove principalmente vive.
La beccaccia è stata soggetto di vari francobolli.

### Caccia
A partire dall'Ottocento è stata selezionata una razza di cane, il Cocker Spaniel inglese, oggi apprezzata come cane da compagnia, ma un tempo specializzata nella caccia alla beccaccia (woodcock in inglese), che ha dato appunto il nome alla razza.
In Italia la beccaccia è specie cacciabile ed è considerata la "regina dei boschi" per la sua maestosità e per la difficoltà nella cattura. In passato, ne era autorizzata la caccia anche all'alba e al tramonto, la cosiddetta posta, durante gli spostamenti per i luoghi di pastura. Oggi tale pratica, detta posta infame, è proibita poiché in quelle occasioni la beccaccia risulta essere particolarmente vulnerabile per il volo troppo regolare e quasi a farfalla, a differenza di quando invece viene cercata e insidiata con il cane da ferma. È qui che essa usa tutta la sua abilità, mettendo in atto varie tecniche per sfuggire all'olfatto del cane e, quando costretta a involarsi, riesce a rendersi quasi imprendibile al cacciatore, utilizzando le sue grandi doti di volo veloce e zigzagante.